# Konak de Milutin Georgijević à Gorovič
Le konak de Milutin Georgijević à Gorovič (en serbe cyrillique : Конак Милутина Георгијевића у Горовичу ; en serbe latin : Konak Milutina Georgijevića u Goroviču) est un konak situé à Gorovič, dans la municipalité de Topola et dans le district de Šumadija en Serbie. Il est inscrit sur la liste des monuments culturels protégés de la république de Serbie (identifiant no SK 357).

## Présentation
Le konak a été construit en 1839 pour le knèze (prince) de la Lepenica Milutin Georgijević Žabarac. Il est constitué de matériaux solides et dotés d'éléments décoratifs et ornementaux. Ce bâtiment est considéré comme l'un des plus beaux de l'architecture nationale serbe de la première moitié du XIXe siècle.
L'avant du bâtiment est dominé par un vaste porche-galerie soutenu par trois piliers de chêne profilés ; la clôture du porche est formée d'une rangée de planches placées à la verticale. Les fenêtres de la maison à deux battants sont dotées de barres en bois. La maison dispose de plusieurs portes ornées de motifs géométriques. Le toit est en pente douce et recouvert de tuiles.
Le konak est de plan rectangulaire et, à l'intérieur, il est subdivisé en huit espaces, dont un espace central, souvent appelé « la maison » dispose d'un foyer. Les portes de toutes les pièces sont ornées de motifs géométriques. Le konak se caractérise par la présence de fourneaux en maçonnerie et, dans l'une des pièces, par la présence d'une cache dans le mur pour protéger l'argent de ses habitants.